# Banda Mississipi d'indis choctaw
La Banda Mississippi d'indis choctaw és una de les tres tribus reconegudes federalment dels amerindis choctaws. El 20 d'abril de 1945 la tribu es va organitzar sota la Llei de Reorganització Índia de 1934. També en 1945 fou creada la reserva índia choctaw al comtat de Neshoba (Mississipi) i als comtats dels voltants. La Banda Mississippi d'indis choctaw Indians és l'única tribu reconeguda federalment a Mississipi.
Per escriptura datada el 18 d'agost de 2008 l'estat va retornar Nanih Waiya als choctaws. L'antic terraplè de terra, construït pel voltant d'1 CE-300 CE que havia estat venerat des del segle xvii com a lloc d'origen dels choctaw, i que cada 18 d'agost s'hi organitzava una diada tribal.

## Història

### Era de la deportació
El tractat de Dancing Rabbit Creek fou ratificat pel Senat dels Estats Units el 25 de febrer de 1831, i el president dels Estats Units Andrew Jackson era ansiós per fer un model de deportació índia al territori a l'oest del riu Mississipi. Després de cedir prop d'11 milions d'acres (45.000 kilòmetres quadrats) els choctaws emigraren en tres etapes: la primera la tardor de 1831, la segona en 1832, i l'última en 1833. Encara que els trasllats continuaren fins a començaments del segle xx, alguns choctaw van romandre a Mississippi. Ells continuaren vivint a la seva antiga llar. Vora 5.000 choctaws van romandre a Mississippi i esdevingueren ciutadans de l'estat.
Durant els propers deu anys van ser objecte d'un creixent conflicte legal, assetjament i intimidació. Els choctaws van descriure la seva situació en 1849, "tenim les nostres cases enderrocades i cremades, les nostres tanques destruïdes, el bestiar expulsat dels nostres camps i nosaltres mateixos hem estat assotats, emmanillats, engrillonats i altres abusos personals, fins i tot alguns dels nostres millors homes han mort per aquest tractament". El racisme era rampant. Joseph B. Cobb, qui es va mudar a Mississippi des de Geòrgia, va descriure choctaws sense tenir "cap noblesa o virtut en absolut, i en alguns aspectes ell trobava els negres, especialment nadius africans, més interessants i admirables, superiors a l'home roig en tots els sentits. Els Choctaw i Chickasaw, les tribus que millor coneixia, eren menyspreables, és a dir, fins i tot pitjor que els esclaus negres."
Les condicions disminuïren per als choctaw després de la Guerra Civil Nord-americana i la Reconstrucció, com en els esforços dels demòcrates per restaurar la supremacia blanca, es va aprovar una nova Constitució en 1890 que efectivament desenregistraren del cens tots els negres i persones de color. A més, en virtut de les lleis de segregació racial i les lleis Jim Crow els blancs van incloure tota la gent de color en la categoria d'«altres» o negres, i restringiren llur ús de les instal·lacions públiques. Aquesta situació va durar fins a mitjan segle xx.

### Reorganització

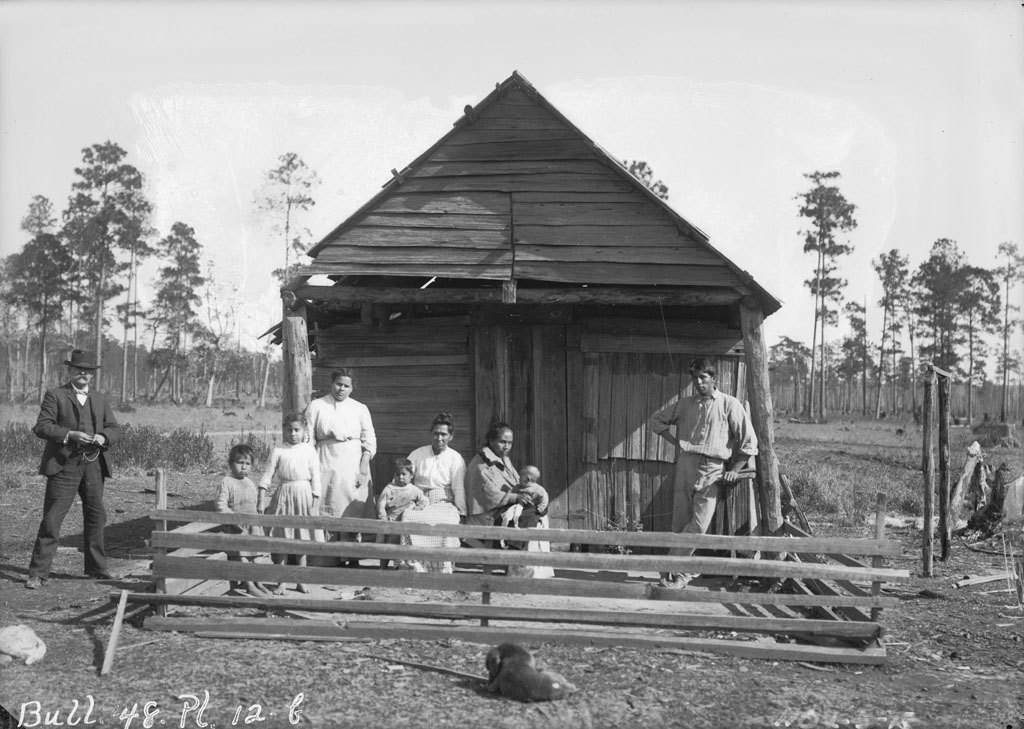
Euroamericans i choctaws del Mississippi davant d'una cabana en 1909, Smithsonian Museum.

Durant la Gran Depressió i l'administració Roosevelt els funcionaris van començar nombroses iniciatives per alleujar algunes de les condicions socials i econòmiques al Sud. El Special Narrative Report de 1933 va descriure el trist estat de benestar dels choctaw de Mississippi, la seva població el 1930 havia disminuït a 1.665 persones. John Collier, comissionat dels Estats Units per a Afers Indis (ara BIA), utilitzà l'informe com a suport instrumental a una proposta per a reorganitzar els civilitzats choctaws del Mississippi com la Banda Mississippi d'indis choctaw. Això els va permetre establir el seu propi govern tribal, així com tenir una relació beneficiosa amb el govern federal.
En 1934 el president Franklin Roosevelt signà la Indian Reorganization Act. Aquesta llei va resultar fonamental per a la supervivència dels choctaw de Mississippi. Baxter York, Emmett York, i Joe Chitto treballaren a obtenir el reconeixement dels choctaw. Es va adonar que l'única manera d'obtenir el reconeixement era l'adopció d'una constitució. Una organització rival, la Federació Índia Choctaw del Mississippi, s'oposava al reconeixement tribal a causa dels temors de la dominació per part de la Bureau of Indian Affairs (BIA). Es va dissoldre després que els líders de l'oposició van ser traslladats a una altra jurisdicció. Els membres del primer Consell Tribal foren Baxter i Emmett York amb Joe Chitto com a primer president.
Amb l'adopció del govern de la tribu de govern el 1944, el Secretari de l'Interior va declarar que 18.000 acres (73 kilòmetres quadrats) se cedirien en fideïcomís als choctaw de Mississippi. Es van cedir terrenys al comtat de Neshoba (Mississippi) i circumdants com a reserva índia federal. Vuit comunitats es van incloure en la terra de la reserva: Bogue Chitto, Bogue Homa, Conehatta, Crystal Ridge, Pearl River, Red Water, Tucker, i Standing Pine.
En virtut de la Llei de Reorganització Indígena els Choctaw de Mississippi es reorganitzaren el 20 d'abril de 1945 com la Banda Mississippi d'indis choctaw. Això els va donar la independència del govern de l'estat, que va continuar amb el seu sistema de segregació racial sota el Partit Demòcrata.

### Post-reorganització

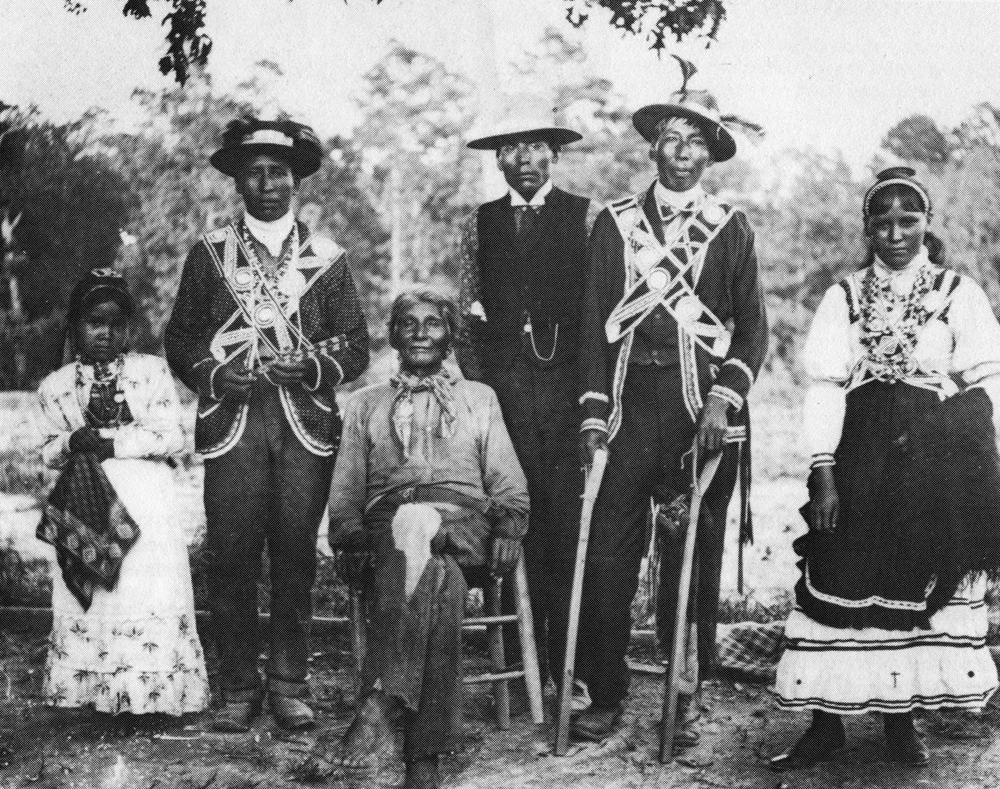
Família choctaw amb vestit tradicional, 1908

El poble choctaw van continuar lluitant econòmicament a causa de la intolerància, l'aïllament cultural i la manca de llocs de treball. Amb la reorganització i establiment d'un govern tribal, però, en els propers decennis va prendre el control de "les escoles, centres de salut, sistemes jurídics i judicials, i programes de serveis socials."
En la dècada de 1950, les administracions republicanes successives (amb el suport dels demòcrates conservadors del Sud dels Estats Units, encara una regió d'un sol partit) es van impacientar amb l'assimilació gradual dels nadius americans. Es van establir en una política de termination. A causa de la preocupació per l'aïllament de molts nadius americans a les zones rurals, el govern federal va crear programes de reubicació a les ciutats per intentar ampliar les oportunitats laborals i culturals per amerindis dels Estats Units. Experts en política ameríndia esperaven accelerar l'assimilació dels nadius americans a la societat nord-americana més gran, que s'estava urbanitzant cada vegada més.
El president demòcrata John F. Kennedy va decidir no implementar terminacions addicionals. Va fer promulgar algunes de les últimes terminacions en procés, com la dels Ponca. Els presidents Lyndon Johnson i Richard Nixon repudiaren la terminació de la relació del govern federal amb les tribus natives nord-americanes. El 1959, es va aprovar la Llei de Terminació Choctaw.
Com que no fou derogada pel govern federal, la Nació Choctaw d'Oklahoma terminaria efectivament com una nació sobirana a partir del 25 agost 1970.
| «                             | Podem afirmar el dret dels primers nord-americans a romandre indis en l'exercici dels seus drets com a nord-americans. Podem d'afirmar els seus drets a la llibertat d'elecció i l'autodeterminació. | » |
| — - President Lyndon Johnson. | |   |

| «                                                                                  | La terminació forçada és un error, al meu parer, per una sèrie de raons. En primer lloc, les premisses sobre les quals es recolza són equivocades .... La segona raó per rebutjar la terminació forçosa és que els resultats pràctics han estat clarament perjudicials en els pocs casos en què la terminació s'ha intentat .... El tercer argument que fa front a la terminació forçada es refereix a l'efecte que ha tingut sobre la immensa majoria de les tribus que encara gaudeixen d'una relació especial amb el govern federal ... Les recomanacions d'aquesta administració representen un avanç històric en la política índia. Estem proposant trencar radicalment amb anteriors estratègies dels problemes indis. | » |
| — - President Richard Nixon, Missatge Especial en Afers Indis, 8 de juliol de 1970 | |   |

Phillip Martin, qui havia servit amb l'Exèrcit dels Estats Units a Europa durant la Segona Guerra Mundial, va retornar a visitar la seva antiga llar al comtat de Neshoba (Mississipi). Després de veure la pobresa del seu poble decidí quedar-se per ajudar-lo. Martin exercí com a portaveu en diversos comitès choctaw fins a 1977. Martin aleshores fou elegit cap de la Banda Mississippi dels indis choctaw. Va servir en el càrrec un total de 30 anys, sent reelegit fins a 2007. Will Campbell, un ministre baptista i activista dels drets civils, va ser testimoni de la destitució dels choctaw. Escriurà més tard, "el que més recordo ... va ser la visió depriment dels choctaw, les seves barraques al llarg dels camins rurals, els homes adults descansant als carrers de terra dels seus llogarets en ociositat degradant, de vegades bevent d'una ampolla comuna, compartint un cigarret liat, als seus fills a mig vestir una imatge que fereix i que mai acaba."

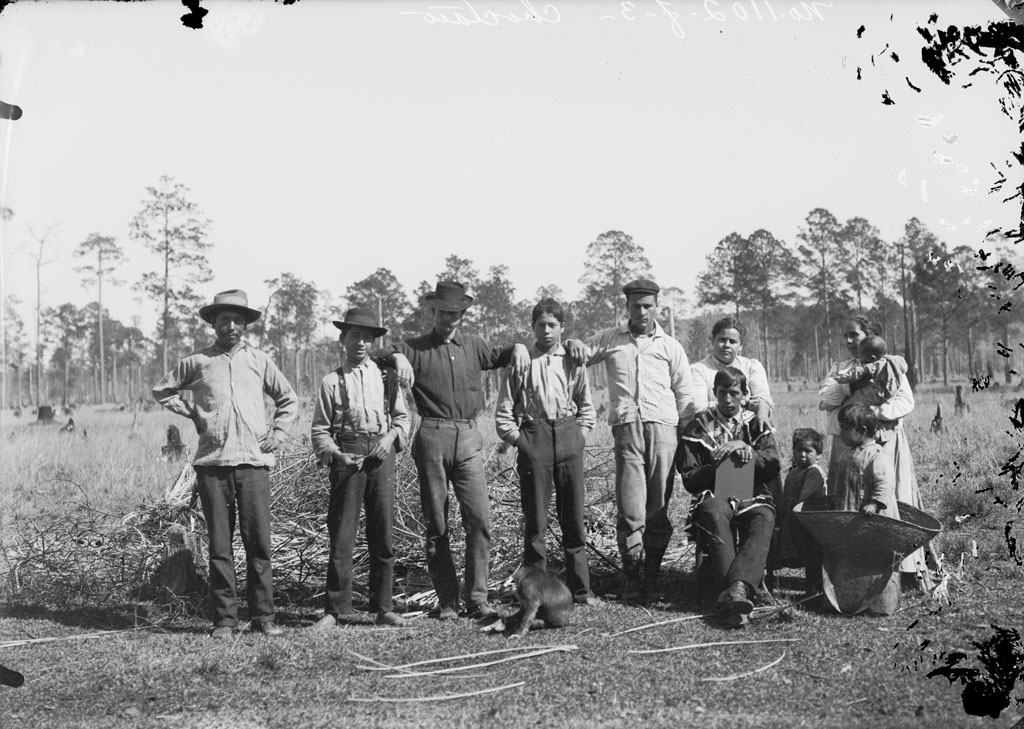
Grup de vuit choctaws i dos homes blancs en 1909.

Els choctaws va ser testimonis de les forces socials que van portar l'Estiu de la Llibertat a la seva antiga pàtria. L'era dels Drets Civils va produir un canvi social significatiu per al choctaws de Mississipi, millorant també els seus drets civils. Abans de la Llei de Drets Civils de 1964, la majoria de les ocupacions es donaven als blancs, després als negres.
Els choctaws, que durant 150 anys no havien estat ni blancs ni negres, foren "deixats on sempre havien estat" en la pobresa. Donna Ladd va escriure que una choctaw, ara en els seus 40 anys, recorda "quan era nena, vaig pensar que un signe "només per a blancs" en una botiga local significava que només podia demanar un gelat blanc o de vainilla. Era una petita història, però que mostra com una tercera raça pot aconseguir fàcilment quedar fora dels intents de comprensió". La fi de la segregació racial legal va permetre als choctaws participar en institucions públiques i instal·lacions que havien estat reservades en exclusiva per als clients blancs.

### Segle XX
En els canvis socials al voltant de l'època dels Drets Civils, entre 1965 i 1982, els nadius americans van renovar els seus compromisos amb el valor del seu antic patrimoni. Treballant per celebrar les seves pròpies fortaleses i exercir drets, van revertir dramàticament la tendència cap a l'abandó de la cultura i tradició ameríndia. Durant la dècada de 1960, els programes d'acció comunitària relacionats amb els nadius americans es basaren en la participació ciutadana. En la dècada de 1970, els choctaws va repudiar els extrems de l'activisme indígena. Els choctaws de Mississipi podria establir les bases de projectes empresarials.
Poc després d'això, el Congrés va aprovar la històrica Llei d'Autodeterminació Índia i d'Assistència a l'Educació de 1975, completant un període de 15 anys de reforma de la política federal en relació amb les tribus índies americanes. La legislació incloïa mitjans pel qual les tribus podrien negociar contractes amb la BIA per gestionar més els seus propis programes d'educació i de serveis socials. A més, va proporcionar subvencions directes per ajudar a les tribus a desenvolupar plans per assumir responsabilitats. Preveia també als pares amerindis la participació en els consells escolars.

## Desenvolupament econòmic
A partir de 1979 el consell tribal va treballar en una varietat d'iniciatives de desenvolupament econòmic, primer orientats a atraure la indústria a la reserva. Tenien moltes persones disponibles per treballar, recursos naturals i sense impostos. Les indústries han inclòs peces d'automòbils, targetes de felicitació, correu i impressió directa, i l'emmotllament de plàstic. La Banda Mississippi d'indis choctaws és un dels ocupadors més grans de l'estat, gestionant 19 empreses i dona feina a 7.800 persones.
A partir de New Hampshire el 1963, nombrosos governs estatals van començar a explotar loteries i altres jocs d'atzar per recaptar diners per als serveis públics. El 1987 la Cort Suprema dels Estats Units va dictaminar que les tribus reconegudes federalment podrien operar instal·lacions de joc en terres de reserves lliures de la regulació estatal. En 1988 el Congrés dels Estats Units va promulgar la Indian Gaming Regulatory Act (IGRA). Va establir els termes en què les tribus natives americanes operaven els casinos.
Després d'anys d'espera sota l'administració de Ray Mabus, el governador de Mississipi Kirk Fordice en 1992 va donar permís a la Banda Mississippi d'indis choctaw per desenvolupar joc de Classe III. La Banda Mississippi d'indis choctaw (MBCI) té una de les majors estacions de casino en la nació; es troba a Choctaw (Mississipi). El Casino Star Silver fou inaugurat el 1994. El Casino Golden Moon va obrir les portes el 2002. Els casinos són coneguts col·lectivament com a Pearl River Resort.
Afirmant representar els nadius americans davant el Congrés i els governs estatals en aquest nou camp, Jack Abramoff i Michael Scanlon usaren mitjans fraudulents per obtenir guanys de 15 milions de dòlars en pagaments de la Banda Mississippi d'indis Choctaw. Es van celebrar audiències al Congrés i es van presentar càrrecs contra Abramoff i Scanlon. En un correu electrònic enviat el 29 de gener de 2002, Abramoff va dir Scanlon "He de complir amb els micos del consell de la tribu choctaw."

## Nanih Waiyah
Després de gairebé dos-cents anys, els choctaws han reprès el control de l'antic lloc de Nanih Waiya. Durant anys protegit com a parc estatal de Mississipi, Nanih Waiya fou retornat als choctaws en 2006, sota la Llei de la Legislatura Estatal de Mississipi 2803. L'escriptura es va signar l'agost de 2008, que el choctaws convertiren en diada tribal. Han celebrat la diada des d'aleshores, i n'han fet una ocasió per a fer xerrades, danses i contar històries del seu origen i història.

## Govern
L'actual Miko o cap tribal de la Banda Mississippi d'indis choctaw és Phyliss J. Anderson. Fou elegida en setembre de 2011 i és la primera dona cap de la tribu.
Al juliol de 2007 Beasley Denson va ser escollitt per substituir l'anterior cap Philip Martin. Martin havia estat democràticament elegit per set períodes consecutius. Sota Denson, el títol de cap va ser canviat a Miko, el nom Choctaw per al líder de la tribu.
Martin va portar la tribu una taxa d'atur del 70% el 1997 a menys del 3% d'atur el 2007. Durant el seu mandat, va dirigir la tribu per esdevenir el tercer major ocupador a Mississippi. Denson va servir fins a 2011.

## Localització
L'antic país Choctaw inclou dotzenes de ciutats com Lukfata, Koweh Chito, Oka Hullo, Pante, Osapa Chito, Oka Cooply, i Yanni Achukma located situades als comtats de Neshoba i Kemper. Actualment la reserva Choctaw té vuit comunitats
- Bogue Chitto
- Bogue Homa
- Conehatta
- Crystal Ridge
- Henning (Tennessee)
- Pearl River
- Red Water
- Tucker
- Standing Pine

Aquestes comunitats es troben en parts de nou comtats a tot l'estat, encara que la major concentració de la terra es troba al comtat de Neshoba, a 32° 48′ 56″ N, 89° 14′ 46″ O / 32.81556°N,89.24611°O, que comprèn més de dos terços de la terra de la reserva i el 62% de la població de la reserva segons el cens dels Estats Units de 2000. L'àrea total de la zona és de 84.282 km² i la població oficial resident és de 5.190 persones. Els nou comtats són Neshoba, Newton, Leake, Kemper, Jones, Winston, Attala, Jackson, i Scott.

## Notables choctaws de Mississipi
- Beasley Denson, cap tribal, 2007—2011
- Jeffrey Gibson, artista
- Phillip Martin, cap tribal, 1959—2007